# Werynia
Werynia – wieś w Polsce położona w województwie podkarpackim, w powiecie kolbuszowskim, w gminie Kolbuszowa.
| SIMC    | Nazwa    | Rodzaj    |
| ------- | -------- | --------- |
| 0652553 | Kolonia  | część wsi |
| 0652560 | Podlesie | część wsi |
| 0652576 | Rejowiec | część wsi |

W latach 1975–1998 miejscowość administracyjnie należała do województwa rzeszowskiego.
Miejscowość jest siedzibą parafii św. Maksymiliana Marii Kolbego, należącej do dekanatu Kolbuszowa Wschód, diecezji rzeszowskiej.
Na początku kampanii wrześniowej 1939 z lotniska polowego Werynia operowała 31 Eskadra Rozpoznawcza oraz 23 Eskadra Towarzysząca.

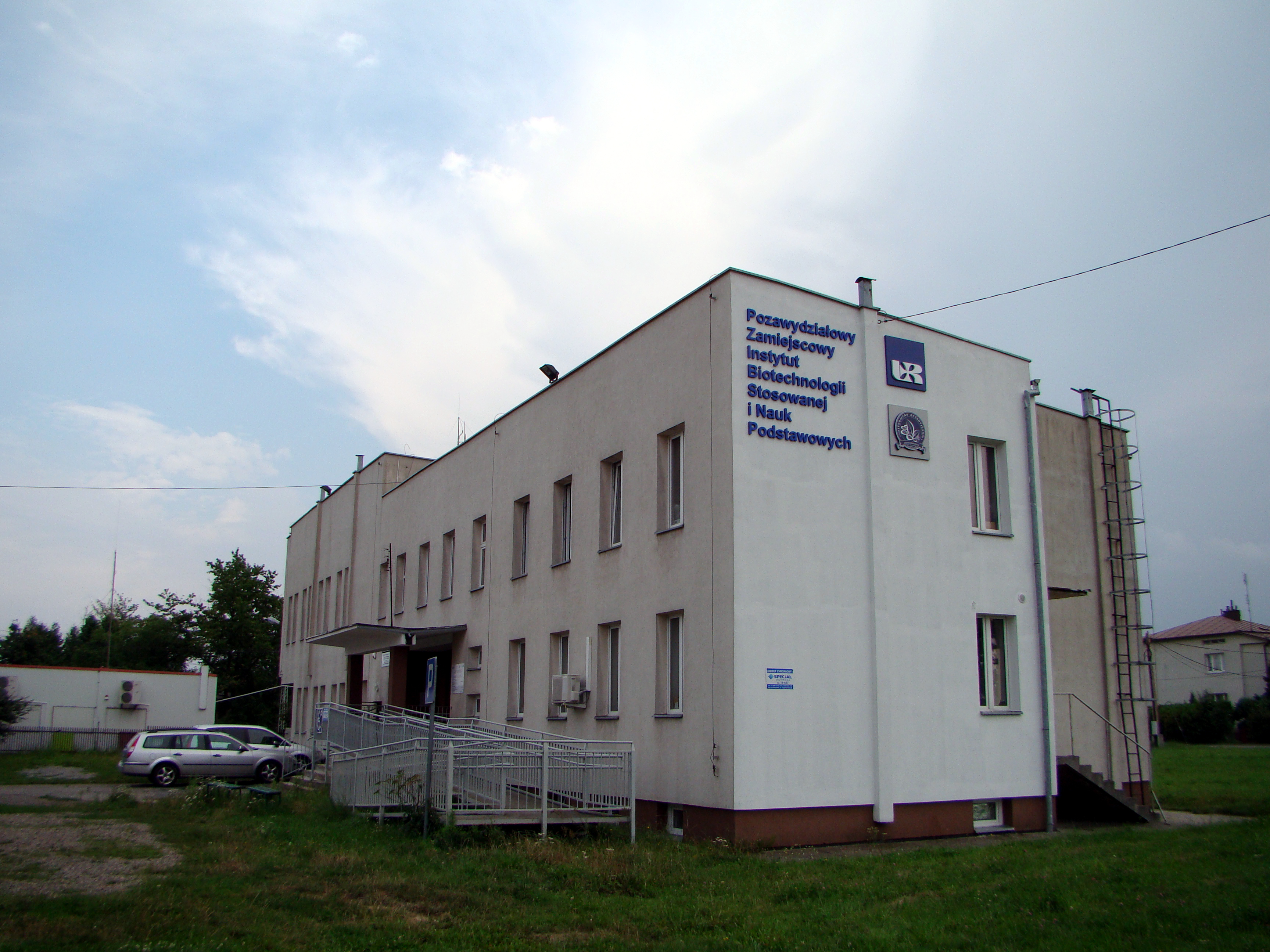
Pozawydziałowy Zamiejscowy Instytut Biotechnologii Stosowanej i Nauk Podstawowych

We wsi znajduje się secesyjny pałac rodziny Tyszkiewiczów z roku 1900, projektu krakowskiego architekta Tadeusza Stryjeńskiego. W latach 1946–1963 w pałacu mieściła się szkoła rolnicza. Do roku 2000 był użytkowany do celów mieszkalnych, a następnie został przekazany Wyższej Szkole Pedagogicznej (od 2001 Uniwersytet Rzeszowski). W latach 2005–2006 przeprowadzono remont i przystosowanie do celów dydaktycznych współfinansowany przez Unię Europejską z Europejskiego Funduszu Rozwoju Regionalnego. Pałac jest częścią wpisanego do rejestru zabytków zespołu pałacowo-folwarcznego, w którym oprócz pałacu wymienia się także: spichlerz, wozownia, stodoła, czworak, dom administratora, kaplica z 1873 r. oraz park ze stawami.
11 października 2019 otwarto jako część drogi wojewódzkiej nr 875 obwodnicę Kolbuszowej i Weryni.
Od 1946 roku w Weryni działa szkoła średnia, dziś nosi ona nazwę Zespół Szkół Agrotechniczno- Ekonomicznych.
W 2002 roku w Weryni został ulokowany Instytut Biotechnologii Uniwersytetu Rzeszowskiego. W 2005 roku decyzją Senatu UR instytut ten został podniesiony do rangi samodzielnego zamiejscowego wydziału, a następnie przekształcony w Pozawydziałowy Zamiejscowy Instytut Biotechnologii Stosowanej i Nauk Podstawowych. W Instytucie kształci się około 300 studentów.
Od roku 1946 we wsi działa klub piłkarski - Werynianka Werynia. W sezonie 2015/2016 klub występuje w klasie B, w grupie Rzeszów VII - Kolbuszowa.
Urodził się tu Józef Batory.